# Ulee Rabo
Ulee Rabo is een bestuurslaag in het regentschap Bireuen van de provincie Atjeh, Indonesië. Ulee Rabo telt 524 inwoners (volkstelling 2010).